# Schafberg (Kantone Bern/Freiburg)
Der Schafberg ist ein 2239 m ü. M. hoher Berg in den Freiburger Voralpen nordöstlich des Simmentals in der Schweiz.
Über den Gipfel des Schafbergs verläuft die Kantonsgrenze des Kantons Bern (Gemeinde Boltigen) und des Kantons Freiburg (Gemeinden Plaffeien und Jaun). Auf dem Gipfel des Schafbergs treffen die Gemeindegebiete der drei Gemeinden Boltigen, Jaun und Plaffeien zusammen, wobei sich der höchste Punkt mit 2239 Metern auf Boltiger Boden befindet. Zum Gemeindegebiet von Plaffeien gehört ein U-förmiger kleiner Felsvorsprung nördlich des Hauptgipfels mit einer Höhe von 2235 Metern, der sowohl der höchster Punkt der Gemeinde Plaffeien als auch der höchste Punkt des Sensebezirks ist. Auf dem Gemeindegebiet von Jaun (Greyerzbezirk) liegt der Westgipfel (2223 m), er ist der höchste Punkt der Gemeinde Jaun. Die nördlich des Schafbergs gelegene Kaiseregg ist als Blickfang von Norden und beliebter Wanderberg und Skigebiet deutlich bekannter als der höhere Schafberg.

## Geographie
Der Schafberg (2239 m) ist der höchste Berg der nordöstlichsten Gebirgsgruppe der Freiburger Voralpen, die die Hochalpe um die Walopseen weitgehend umschliesst. Die Hochalpe besitzt nur im Südosten, südlich des Vorderen Walopsees, einen schmalen und abflusslosen Talausgang auf ungefähr 1650 m Höhe. Die Gebirgsgruppe ist im Nordosten durch den Chänelpass (1791 m) von den Berner Voralpen abgetrennt, im Südosten durch das Sumpfgebiet Moos in gut 1600 m Höhe vom Bäderhore (2009 m; Schartenhöhe ca. 405 m) und im Westen durch den Euschelspass (1567 m) vom Massiv um Schopfenspitz (Gros Brun; 2104 m), Chörblispitz (2103 m) und Vanil d’Arpille (Maischüpfenspitz; 2085 m).
Der Bergstock des Schafbergs ist ein weit ausgreifendes Bergmassiv, das im Westen durch Euschelsbach, Euschelspass und Allmendbach begrenzt wird, im Südwesten, vom Dorf Jaun bis zum Weiler Weibelsried, durch den Jaunbach, im Südosten durch den Antismattebach, das Sumpfgebiet Moos und den Reidiggrabe und im Nordosten durch das steil zum Vorderen Walopsee ansteigende Trogtal Nässli und die Walopalm mit den beiden Walopseen. Lediglich im Norden ist der Bergstock des Schafbergs an einen anderen Hochgebirgsgipfel direkt angebunden: ein ausgeprägter Satte auf ungefähr 1995 m trennt den Schafberg von der nördlich gelegenen Kaiseregg (2185 m).
Der Hauptgrat des Schafbergs verläuft von der tiefsten Einsattelung zur Kaiseregg zunächst südwestlich zur Kuppe Pt. 2094 m (Schartenhöhe ca. 30 m), wendet sich dann über die Kuppe Pt. 2099 m in einer weiten Kurve nach Osten und erreicht seine höchsten Punkte in den beiden Westgipfeln des Schafbergs (2212 m und 2223 m; Schartenhöhe ca. 45 m), dem Hauptgipfel (2239 m) und dem Ostgipfel, dem Felsturm Rotechaste (2217 m; Schartenhöhe ca. 35 m). Nördlich der vier Gipfel bricht der Schafberg in 150 m bis 250 m hohen Felswänden steil ab, während er nach Süden weitgehend in einer Steilgrasflanke abfällt. Östlich der Rotechaste endet der Gipfelgrat des Schafbergs abrupt in einer über 200 m hohen Steilwand, was dem Schafberg von Osten die Gestalt einer klassischen Gipfelpyramide verleiht.
Dem Hauptgrat des Schafbergs ist südöstlich, jenseits der Münchebergalmen im Taleinschnitt des Oberbachs, ein ausgeprägter Bergkamm vorgelagert, der sich im Nordosten in den Südosthang der Rotechaste schiebt. Im Nordosten liegen mit den Nebengipfeln Garte (2040 m; Schartenhöhe 42 m) und Küblisgrat (2016 m; Schartenhöhe ca. 44 m) auch die höchsten Punkte dieses Bergkamms, der dann, südöstlich des Küblisgrats, in der Nässliflue zum Taleinschnitt des Nässli abbricht.
Von der Kuppe Pt. 2099 m im Westgrat des Schafbergs zieht ein relativ scharfer, dabei jedoch auch relativ baumbewachsener Grat nach Südwesten, der die drei Felstürme der Euschelsflue trägt. Vom Südwestgipfel der Euschelsflue (1953 m) schwenkt der Grat nach Süden zum Gratabschluss des Chällihorns (1970 m), des eigenständigsten Nebengipfels des Schafbergs (Schartenhöhe ca. 74 m).